# Lorraine Bracco
Lorraine Bracco (n. 2 octombrie 1954, New York City, New York, SUA) este o actriță americană.
Este cunoscută pentru rolurile sale ca Dr. Jennifer Melfi din serialul Clanul Soprano și ca Karen Friedman Deal din filmul Băieți buni (1990) regizat de Martin Scorsese, pentru care a fost nominalizată la Premiul Oscar pentru cea mai bună actriță în rol secundar. Ea a jucat-o pe Angela Rizzoli din seria Rizzoli & Isles difuzată de TNT.

## Biografie

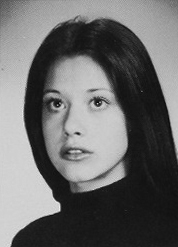
Bracco la liceu în anul 1972

Bracco s-a născut în cartierul Bay Ridge din apropiere de Brooklyn. Ea este fiica lui Eileen (născută Molyneux; 1926-2010) și Salvatore Bracco, Sr. Ea are o soră, Elisabeta Bracco, și un frate, Salvatore Jr. Părinții ei s-au întâlnit în timpul celui de-al Doilea Război Mondial. După război, Eileen a venit cu Salvatore în Statele Unite. Bracco a crescut în Westbury. Ea a absolvit Liceul Hicksville  în anul 1972. Tatăl ei a fost de origine italiană , în timp ce mama ei s-a născut în Anglia din părinți francezi. Bracco este fluentă în engleză, franceză și italiană.

## Filmografie

### Film
| An   | Titlu                                                                               | Rol                       | Note |
| ---- | ----------------------------------------------------------------------------------- | ------------------------- | --- |
| 1979 | Duos sur canapé                                                                     | Bubble                    | |
| 1980 | What Did I Ever Do to the Good Lord to Deserve a Wife Who Drinks in Cafes with Men? | Barbara                   | Alt titlu Mais qu'est-ce que j'ai fait au bon Dieu pour avoir une femme qui boit dans les cafés avec les hommes? |
| 1981 | Atenție la gafe (Fais gaffe à la gaffe!)                                            | Margaux                   | |
| 1985 | Camorra                                                                             | (nemenționată)            | Alt titlu Un complicato intrigo di donne, vicoli e delitti |
| 1987 | The Pick-Up Artist                                                                  | Carla                     | |
| 1987 | Someone to Watch Over Me                                                            | Ellie Keegan              | |
| 1989 | Sing                                                                                | Miss Lombardo             | |
| 1989 | The Dream Team                                                                      | Riley                     | |
| 1989 | Up to Date                                                                          | Sheila                    | |
| 1989 | Sea of Love                                                                         | Denice Gruber             | Scene șterse |
| 1990 | Goodfellas                                                                          | Karen Friedman Hill       | Chicago Film Critics Association Award for Best Supporting Actress Los Angeles Film Critics Association Award for Best Supporting Actress New York Film Critics Circle Award for Best Supporting Actress (3rd place) Nominalizare — Academy Award for Best Supporting Actress Nominalizare — Golden Globe Award for Best Supporting Actress – Motion Picture |
| 1991 | Talent for the Game                                                                 | Bobbie                    | |
| 1991 | Switch                                                                              | Sheila Faxton             | |
| 1992 | Medicine Man                                                                        | Dr. Rae Crane             | Nominalizare — Golden Raspberry Award for Worst Actress |
| 1992 | Radio Flyer                                                                         | Mary                      | |
| 1992 | Traces of Red                                                                       | Ellen Schofield           | Nominalizare — Golden Raspberry Award for Worst Actress |
| 1993 | Even Cowgirls Get the Blues                                                         | Delores Del Ruby          | |
| 1994 | Being Human                                                                         | Anna                      | |
| 1995 | The Basketball Diaries                                                              | Mrs. Carroll              | |
| 1995 | Hackers                                                                             | Margo Wallace             | |
| 1996 | The Liars                                                                           | Helene Miller             | Alt titlu Les Menteurs |
| 1997 | Silent Cradle                                                                       | Helen Greg                | |
| 2000 | Ladies Room                                                                         | Gemma                     | |
| 2001 | Riding in Cars with Boys                                                            | Teresa Donofrio           | |
| 2001 | Tangled                                                                             | Det. Anne Andersle        | |
| 2003 | Death of a Dynasty                                                                  | Enchante R&B Singer #2    | |
| 2005 | Crazy for Love                                                                      | Sheila                    | |
| 2011 | Son of Morning                                                                      | Leda                      | |
| 2012 | The Bensonhurst Spelling Bee                                                        | Necunoscut                | Scurtmetraj |
| 2016 | Monday Nights at Seven                                                              | Damian Robertson          | |
| 2019 | Master Maggie                                                                       | Maggie                    | Scurtmetraj |
| 2020 | A Ring for Christmas                                                                | Margaret Moore            | |
| 2021 | The Birthday Cake                                                                   | Sofia                     | |
| 2022 | Pinocchio                                                                           | Sofia the Seagull (voice) | |
| TBA  | Boys of Summer                                                                      |                           | Filmări |

### Televiziune
| An        | Titlu                              | Rol                       | Note |
| --------- | ---------------------------------- | ------------------------- | --- |
| 1980      | Commissaire Moulin                 | Jenny                     | Episodul: "Le transfuge" |
| 1986      | Crime Story                        | Hostage                   | Episodul: "Hide and Go Thief" |
| 1993      | Scam                               | Maggie Rohrer             | Film TV |
| 1994      | Getting Gotti                      | Diane Giacalone           | Film TV |
| 1996      | Reckoning                          | Kits Maitland             | Film TV |
| 1998      | The Taking of Pelham One Two Three | Det. Ray                  | Film TV |
| 1999–2007 | The Sopranos                       | Jennifer Melfi            | 69 episoade Screen Actors Guild Award for Outstanding Performance by an Ensemble in a Drama Series (2000, 2008) Nominalizare — Golden Globe Award for Best Actress – Television Series Drama (2000–02) Nominalizare — Primetime Emmy Award for Outstanding Lead Actress in a Drama Series (2000–02) Nominalizare — Primetime Emmy Award for Outstanding Supporting Actress in a Drama Series Nominalizare — Satellite Award for Best Actress – Television Series Drama Nominalizare — Screen Actors Guild Award for Outstanding Performance by a Female Actor in a Drama Series (2000, 2002–03) Nominalizare — Screen Actors Guild Award for Outstanding Performance by an Ensemble in a Drama Series (2001–03, 2005, 2007) |
| 2001      | Sex in Our Century                 | Narator                   | Film TV |
| 2003      | Custody of the Heart               | Claire Raphael            | Film TV |
| 2005      | Law & Order: Trial by Jury         | Karla Grizano             | Episodul: "Vigilante" |
| 2006      | Top Chef                           | Rolul ei/Guest Judge      | Sez. 1, Episodul 12 "Finale Part Two" |
| 2007      | Snowglobe                          | Rose Moreno               | Film TV |
| 2008      | Long Island Confidential           | Norah Larkin              | Film TV |
| 2008      | Lipstick Jungle                    | Janice Lasher             | 2 episoade |
| 2010      | Law & Order: Criminal Intent       | Halfway House Matron      | Episodul: "Disciple" |
| 2010–2016 | Rizzoli & Isles                    | Angela Rizzoli            | 101 episoade |
| 2011      | I Married a Mobster                | Narator                   | 10 episoade |
| 2011      | Top Chef                           | Herself/Guest Judge       | Episodul: "An Offer They Can't Refuse" |
| 2014      | Mulaney                            | Vaughn                    | Episodul: "Sweet Jane" |
| 2016      | Dice                               | Toni                      | 2 episoade |
| 2016      | BoJack Horseman                    | Dr. Janet (voce)          | 2 episoade |
| 2017–2018 | Blue Bloods                        | Mayor Margaret Dutton     | 6 episoade |
| 2018      | Summer Camp Island                 | The Werewolf Queen (voce) | Episodul: "Hedgehog Werewolf" |
| 2019      | The Dead Wives Club                | Rolul ei/Gazdă            | 6 episoade |
| 2019      | Jerk                               | Tim's mother              | Episodul #1.3 |
| 2020      | AJ and the Queen                   | Rolul ei                  | Episodul: "Baton Rouge" |
| 2020      | My Big Italian Adventure           | Herself/Host              | 3 episoade (HGTV) |
| 2022      | Welcome to Mama's                  | Maria "Mama" Tucci        | Film TV; Alt titlu The Perfect Recipe |

## Legături externe
- Lorraine Bracco la Internet Movie Database